# Atia Weekes
Atia Weekes, född 29 maj 1980, är en friidrottare från Kanada. Hon deltog vid olympiska sommarspelen 2000.